# Список футбольных стадионов Киева

## Современные стадионы
| Название                        | Адрес                                              | Координаты                      | Фото                               | Вместимость        | Использование |
| ------------------------------- | -------------------------------------------------- | ------------------------------- | ---------------------------------- | ------------------ | --- |
| НСК «Олимпийский»               | ул. Большая Васильковская, 55                      | 50°26′00″ с. ш. 30°31′18″ в. д. | НСК «Олімпійський»                 | 70 050             | Открыт после реконструкции 8 октября 2011 года. Принимал матчи Евро-2012, сборной Украины по футболу и соревнования по лёгкой атлетике. Принимает все домашние матчи киевского «Динамо». |
| «Динамо» им. В. В. Лобановского | ул. Грушевского, 3                                 | 50°27′01″ с. ш. 30°32′06″ в. д. | «Динамо» ім. Валерія Лобановського | 16 873             | Принимает некоторые домашние матчи молодёжного состава киевского «Динамо» и некоторые игры сборной Украины по футболу.                                                                   |
| ЦСК ВСУ                         | просп. Воздухофлотский, 8                          | 50°26′40″ с. ш. 30°28′42″ в. д. | ЦСКА                               | 12 000             | Принимал домашние матчи ЦСКА, сейчас принимает матчи юношеских клубов, в частности, киевского «Арсенала». Имеет также два тренировочных поля.                                            |
| «Восход»                        | ул. Привокзальная, 12-а                            | 50°25′35″ с. ш. 30°38′34″ в. д. | «Схід»                             | 10 000             | Принимает матчи чемпионата Киева. |
| НАУ                             | просп. Комарова, 1                                 | 50°26′07″ с. ш. 30°25′25″ в. д. | НАУ                                | ~7500              | Принимает матчи чемпионата Киева и студенческих соревнований. |
| «Оболонь-Арена»                 | ул.Северная, 26-а                                  | 50°31′37″ с. ш. 30°30′27″ в. д. | Оболонь-Арена                      | 5100               | Принимает все домашние матчи клуба «Оболонь-Бровара»и некоторые игры молодёжной сборной Украины по футболу.                                                                              |
| «Спартак»                       | ул. Кирилловская, 105                              | 50°28′59″ с. ш. 30°28′29″ в. д. | «Спартак»                          | 5000               | Принимает матчи сборной Украины и чемпионата Украины по регби. |
| «Экономист»                     | ул. Потье, 18                                      | 50°27′31″ с. ш. 30°25′59″ в. д. | «Економіст»                        | 4500               | Принимает матчи студенческих соревнований. |
| «Пионер»                        | ул. Туполева, 22-д                                 | 50°28′42″ с. ш. 30°24′04″ в. д. | «Піонер»                           | 3400               | Принимает матчи чемпионата Киева и школьных соревнований. |
| «Темп»                          | ул. Витрука, 10                                    | 50°27′39″ с. ш. 30°23′04″ в. д. | «Темп»                             | 3230               | Принимает все домашние матчи ФК «Звезда» и его юношеских команд. Имеет также тренировочное поле.                                                                                         |
| МСЯ НТУУ «КПИ»                  | просп. Победы, 37                                  | 50°26′56″ с. ш. 30°27′17″ в. д. | МСЯ НТУУ «КПІ»                     | 3000               | Принимает матчи внутриуниверситетских соревнований. |
| «Арсенал»                       | ул. Грушевского, 34                                | 50°26′32″ с. ш. 30°32′26″ в. д. | «Арсенал»                          | 3000 / 200 прим. 1 | Принимает матчи чемпионата Киева. |
| «Наука»                         | бульв. Академика Вернадского, 32                   | 50°28′02″ с. ш. 30°22′15″ в. д. | «Наука»                            | 3000прим. 2        | Принимает матчи чемпионата Украины по регби. |
| «Партизанская слава»            | ул. Тростянецкая, 60                               | 50°25′17″ с. ш. 30°39′51″ в. д. | «Партизанская слава»               | 3000               | Принимает матчи чемпионата Киева. Имеет также тренировочное поле. |
| «Старт»                         | ул. Шолуденко, 28/4                                | 50°27′21″ с. ш. 30°28′52″ в. д. | «Старт»                            | 3000               | Принимает матчи чемпионата Киева. |
| «Днепровец»                     | ул. Алма-Атинская, 60                              | 50°27′02″ с. ш. 30°40′46″ в. д. |                                    | 2850               | Принимает все домашние матчи женского футбольного клуба «Атекс». |
| КНУ имени Шевченко              | просп. Глушкова, 2-б                               | 50°23′05″ с. ш. 30°28′22″ в. д. | КНУ имени Шевченко                 | 2100               | Принимает матчи студенческих соревнований. |
| «Единство»                      | просп. Оболонский, 32-д                            | 50°31′04″ с. ш. 30°30′21″ в. д. | «Єдність»                          | 2000               | Принимает матчи чемпионата Киева. |
| «Локомотив»                     | переул. Стадионный, 10/2                           | 50°26′19″ с. ш. 30°28′51″ в. д. | «Локомотив»                        | 2000               | Принимает матчи чемпионата Киева. |
| УТК им. Виктора Банникова       | переул. Лабораторный, 7-б                          | 50°25′44″ с. ш. 30°31′31″ в. д. | УТК им. Виктора Банникова          | 1678               | Принимает некоторые игры юношеской сборной Украины по футболу. |
| ВПУ-25                          | ул. Старосельская, 2                               | 50°28′31″ с. ш. 30°35′36″ в. д. |                                    | 1500               | Принимает матчи чемпионата Киева и студенческих соревнований. |
| Деснянский районный стадион     | ул. Драйзера, 2-б                                  | 50°30′07″ с. ш. 30°36′27″ в. д. |                                    | 1500               | Принимает матчи любительских соревнований. |
| КВПУБД                          | ул. Шепелева, 3                                    | 50°25′16″ с. ш. 30°25′50″ в. д. | КВПУБД                             | 1500               | Принимает матчи любительских соревнований. |
| «Металист»                      | ул. Каблукова, 26                                  | 50°26′09″ с. ш. 30°24′14″ в. д. | «Металіст»                         | 1500               | Принимает домашние матчи футбольной школы «Отрадный» и матчи чемпионата Киева. |
| НУБиП                           | ул. Героев Обороны, 15                             | 50°22′58″ с. ш. 30°29′55″ в. д. | НУБіП                              | 1500               | Принимает матчи чемпионата Киева и студенческих соревнований. |
| Стадион РВУФК                   | ул. Матеюка, 4                                     | 50°28′07″ с. ш. 30°38′29″ в. д. | РВУФК                              | 1500               | Принимает все домашние матчи команд РВУФК в юношеских соревнованиях и матчи чемпионата Киева. Имеет также два тренировочных поля.                                                        |
| Стадион Школы №243              | ул. Новомостицкая, 10                              | 50°29′59″ с. ш. 30°25′57″ в. д. | Школи №243                         | 1500               | Принимает матчи чемпионата Киева. |
| «Вымпел»                        | ул. Бориспольская, 30-а                            | 50°25′26″ с. ш. 30°41′26″ в. д. | «Вимпел»                           | ~1500              | Принимает матчи чемпионата Киева. |
| НУОУ                            | просп. Воздухофлотский, 28                         | 50°26′01″ с. ш. 30°27′45″ в. д. |                                    | ~1500              | Принимает матчи чемпионата Украины по регби и студенческих соревнований. |
| КНУСА                           | ул. Просвещения, 3                                 | 50°25′31″ с. ш. 30°28′06″ в. д. | КНУБА                              | ~1200              | Принимает матчи чемпионата Киева и студенческих соревнований. |
| Станкостроительного завода      | ул. Кулибина, 11                                   | 50°27′18″ с. ш. 30°24′06″ в. д. | Верстатобудівного заводу           | ~1200              | Не может принимать официальных матчей за нестандартные размеры поля (часть поля занята теннисным кортом).                                                                                |
| АТЕК                            | ул. Чистяковская, 20                               | 50°27′09″ с. ш. 30°23′47″ в. д. | АТЕК                               | ~800               | Не может принимать официальные матчи за неприемлемое состояние поля (травяное покрытие присутствует лишь на половине поля).                                                              |
| УТБ «Динамо» в Конча-Заспе      | Столичное шоссе, 45                                | 50°19′19″ с. ш. 30°34′05″ в. д. | НТБ «Динамо» в Конча-Заспі         | 750                | Принимает домашние матчи молодёжного состава киевского «Динамо» и «Динамо-2». Имеет 7 открытых полей (из них 4 с трибунами) и 1 поле в крытом манеже.                                    |
| «Смена»                         | ул. Иорданская, 24-а                               | 50°29′59″ с. ш. 30°30′28″ в. д. |                                    | 550                | Принимает домашние матчи футбольной школы «Смена-Оболонь» и матчи чемпионата Киева. |
| «Полет»                         | просп. Воздухофлотский, 80                         | 50°24′55″ с. ш. 30°26′36″ в. д. |                                    | 500                | Принимает матчи чемпионата Киева. |
| «Русановец»                     | бульв. Игоря Шамо, 10                              | 50°26′21″ с. ш. 30°35′58″ в. д. | «Русанівець»                       | 500                | Принимает матчи чемпионата Киева. |
| НСБОП «Святошин»                | ул. Бударина, 19 км Житомирского шоссе             | 50°27′20″ с. ш. 30°15′43″ в. д. |                                    | ~500               | Учебно-спортивная база олимпийской подготовки. Временно используется для тренировок донецкого «Шахтёра».                                                                                 |
| «Звезда-Оболонь»                | ул. Богатырская, 2-в                               | 50°30′45″ с. ш. 30°29′09″ в. д. | «Зірка-Оболонь»                    | 416                | Принимает матчи детских и юношеских команд. |
| ЦФВС НТУУ «КПИ»                 | ул. Верхнеключевая, 1/26 (ул. Полевая, 38/1)       | 50°26′31″ с. ш. 30°26′50″ в. д. | ЦФВС НТУУ «КПІ»                    | ~400               | Принимает матчи любительских и студенческих соревнований. |
| «Нивки»                         | ул. Салютная, 40                                   | 50°28′23″ с. ш. 30°25′18″ в. д. | «Нивки»                            | 300                | Принимает все домашние матчи юношеских команд киевского «Динамо» в ДЮФЛ. Имеет также тренировочное поле.                                                                                 |
| КНТЭУ                           | ул. Милютенко, 6-а                                 | 50°28′01″ с. ш. 30°28′12″ в. д. | КНТЕУ                              | ~300               | Принимает все домашние матчи ФК КНТЭУ в любительских и студенческих соревнованиях. |
| ДЮСШ-15                         | ул. Якубовского, 7-а                               | 50°22′49″ с. ш. 30°27′07″ в. д. | ДЮСШ-15                            | 200                | Принимает все домашние матчи команд ДЮСШ-15 в чемпионате Киева. |
| КСПУ БА                         | ул. Клавдиевская, 24                               | 50°28′46″ с. ш. 30°20′54″ в. д. |                                    | 200                | Принимает матчи чемпионата Киева. |
| Стадион Школы №254              | просп. Академика Королёва, 12-м                    | 50°24′50″ с. ш. 30°24′04″ в. д. | Школи №254                         | 200                | Принимает матчи чемпионата Киева. |
| КНУТД                           | ул. Немировича-Данченко, 2                         | 50°25′56″ с. ш. 30°32′09″ в. д. | КНУТД                              | ~200               | Принимает матчи любительских и студенческих соревнований. |
| Парка Дружбы народов            | Парк Дружбы народов                                | 50°29′47″ с. ш. 30°32′20″ в. д. |                                    | ~200               | Принимает матчи чемпионата Киева. |
| Агрокомбината «Пуща-Водица»     | ул. Полковая, 57                                   | 50°29′40″ с. ш. 30°25′33″ в. д. |                                    | ~200               | Принимает все домашние матчи ФК «Пуща-Водица» в чемпионате Киевской области. |
| «Дружба»                        | ул. Оросительная, 4-а                              | 50°26′02″ с. ш. 30°40′10″ в. д. |                                    | 100                | Принимает все домашние матчи ФК «Атлет» в чемпионате Киева и его юношеских команд в ДЮФЛ.                                                                                                |
| «Медприлад»                     | просп. Оболонский, 9-б                             | 50°30′25″ с. ш. 30°29′42″ в. д. | «Медприлад»                        | ~100               | Принимает матчи чемпионата Киева. |
| КДЮСШ «Чемпион»                 | ул. Архитектора Вербицкого, 23                     | 50°24′37″ с. ш. 30°39′17″ в. д. | КДЮСШ «Чемпіон»                    | ~100               | Принимает все домашние матчи КДЮСШ «Чемпион» в чемпионате Киева. |
| «Olympic Village»               | Днепропетровское шоссе, 26 км Новообуховское шоссе | 50°15′33″ с. ш. 30°33′20″ в. д. |                                    | 64                 | Принимает матчи любительских соревнований. |

↑  Главная трибуна «Арсенал» на 3000 мест находится в запущенном состоянии и не может принимать зрителей, зрители могут размещаться только на временных трибунах на 200 мест.
↑  Трибуны «Наука» находятся в запущенном состоянии и могут принять незначительное количество зрителей.

## Прежние стадионы
| Название              | Адрес                 | Координаты                      | Фото           | Вместимость | Использование |
| --------------------- | --------------------- | ------------------------------- | -------------- | ----------- | --- |
| Спортивное поле       | ул. Дикая             | 50°27′33″ с. ш. 30°29′25″ в. д. | Спортивне поле | 4750        | Принимал соревнования Первая Всероссийская спортивная олимпиада. Сгорел в 1917 году.                                                                                         |
| «Авангард-Химволокно» | ул. Магнитогорская, 1 | 50°27′16″ с. ш. 30°38′10″ в. д. |                | 500         | Принимал матчи чемпионата Киева. Продан застройщику в 2010 году. |
| «Днепр»               | ул. Щорса, 30         | 50°25′36″ с. ш. 30°31′53″ в. д. |                | ~500        | Стадион завода «Радар» (бывший «Коммунист»). Застроен около 2006 года. |
| «Авангард»            | ул. Мельникова, 46А   | 50°25′36″ с. ш. 30°31′53″ в. д. | «Авангард»     | 0           | Построенный на месте кладбища, трибуны и близлежащий спорткомплекс так и не были достроены. В октябре 2011 года на его месте был заложен первый камень мемориала «Бабий Яр». |